# Tag rugby

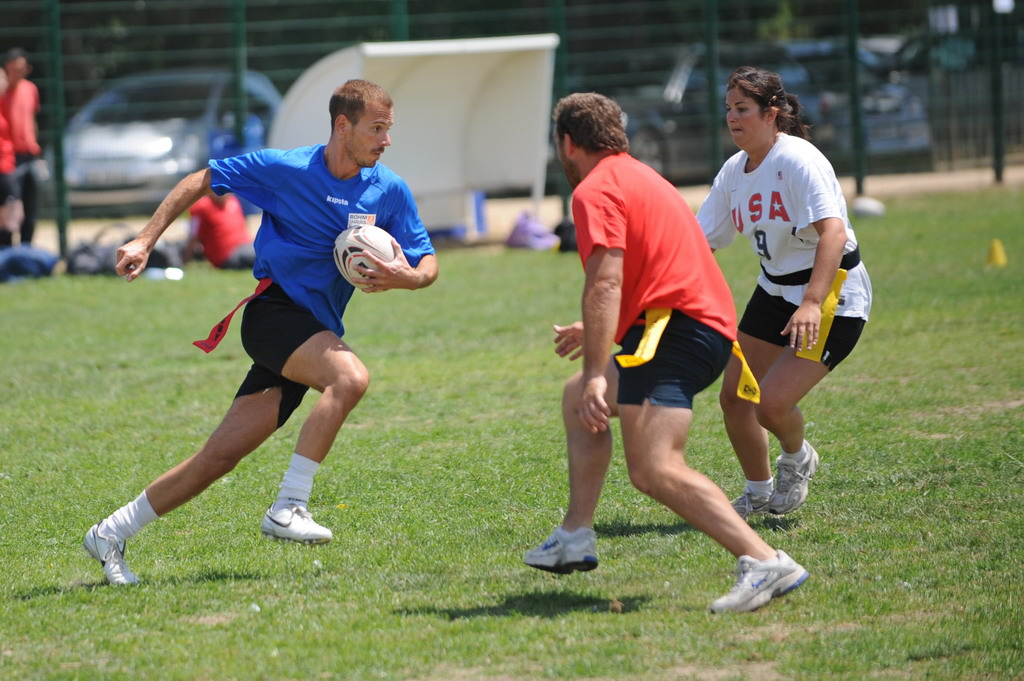
Tag rugby

Tag rugby je bezkontaktní varianta klasického ragby, v níž hraje 7 hráčů proti 7 hráčům na venkovních hřištích nebo 5 hráčů proti 5 hráčům ve sportovních halách. 
Hra vychází z mezinárodních pravidel rugby union a rugby league, tím učí hráče základní dovednosti, jako je běh dopředu s míčem, vyhýbání se protihráči, přihrávka spoluhráči, postupné obraně a dalším dovednostem podobným například pro basketbal nebo házenou. Výhodou tag rugby je jeho jednoduchost a rychlost, možnost hrát i v menších kolektivech nebo hrát tuto hru při nepříznivém počasí v halách.
Hra je určená pro všechny věkové kategorie a je vhodná i pro smíšená družstva.

## Základní principy hry
Ve hře se snaží útočící družstvo dosáhnout bodů položením tzv. pětky do brankoviště soupeře a to pomocí postupného průniku přes jeho obranu. Bránící družstvo se naopak snaží zastavit postup soupeře pomocí strhávání barevných pásků z opasku hráče s míčem a současně vyčkává na chybu útočících hráčů a na jejich technický přestupek, aby tím získalo míč pro svoje družstvo.
Ke hře se používá stejný míč jako pro klasické ragby a barevné rozlišovací pásky, které mají hráči obou družstev vždy zavěšené po jednom na každém boku. 